# PSY
Park Jae-sang (coreeană 박재상, 朴載相; n. 31 decembrie 1977), mai bine cunoscut după numele său de scenă PSY (coreeană 싸이,engleză: [ˈsaɪ] ), este un rapper, cântăreț, cantautor, dansator și producător de discuri sud-coreean. El este bine cunoscut pentru clipurile sale pline de umor și spectacolele de pe scenă și pentru hitul său „Gangnam Style”, un cântec despre locul de unde provine el și care vorbește despre viața oamenilor din Gangnam, care este un cartier în Seul, Coreea de Sud . PSY a apărut în emisiuni de televiziune precum The Ellen DeGeneres Show, Extra, Good Sunday: X-Man, The Golden Fishery, The Today Show, Saturday Night Live, Sunrise și The X-Factor.  La 23 octombrie 2012, PSY s-a întâlnit cu Secretarul General al ONU, Ban Ki-moon, la sediul Organizației Națiunilor Unite, Ban Ki-moon exprimându-și dorința de a lucra cu PSY. El a menționat că PSY are o „rază de acțiune nelimitată la nivel mondial” și a comentat: „Eu sper că putem lucra împreună, folosind acoperirea ta la nivel mondial”.